# Claude Lorrain

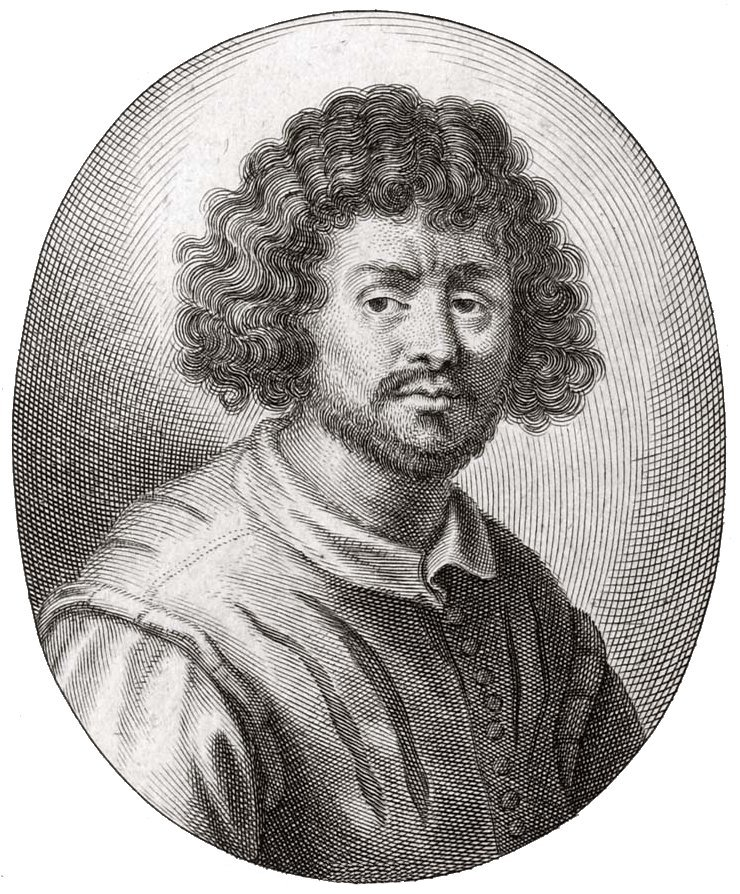
Claude Lorrain

Hafen mit der Villa Medici (1639)

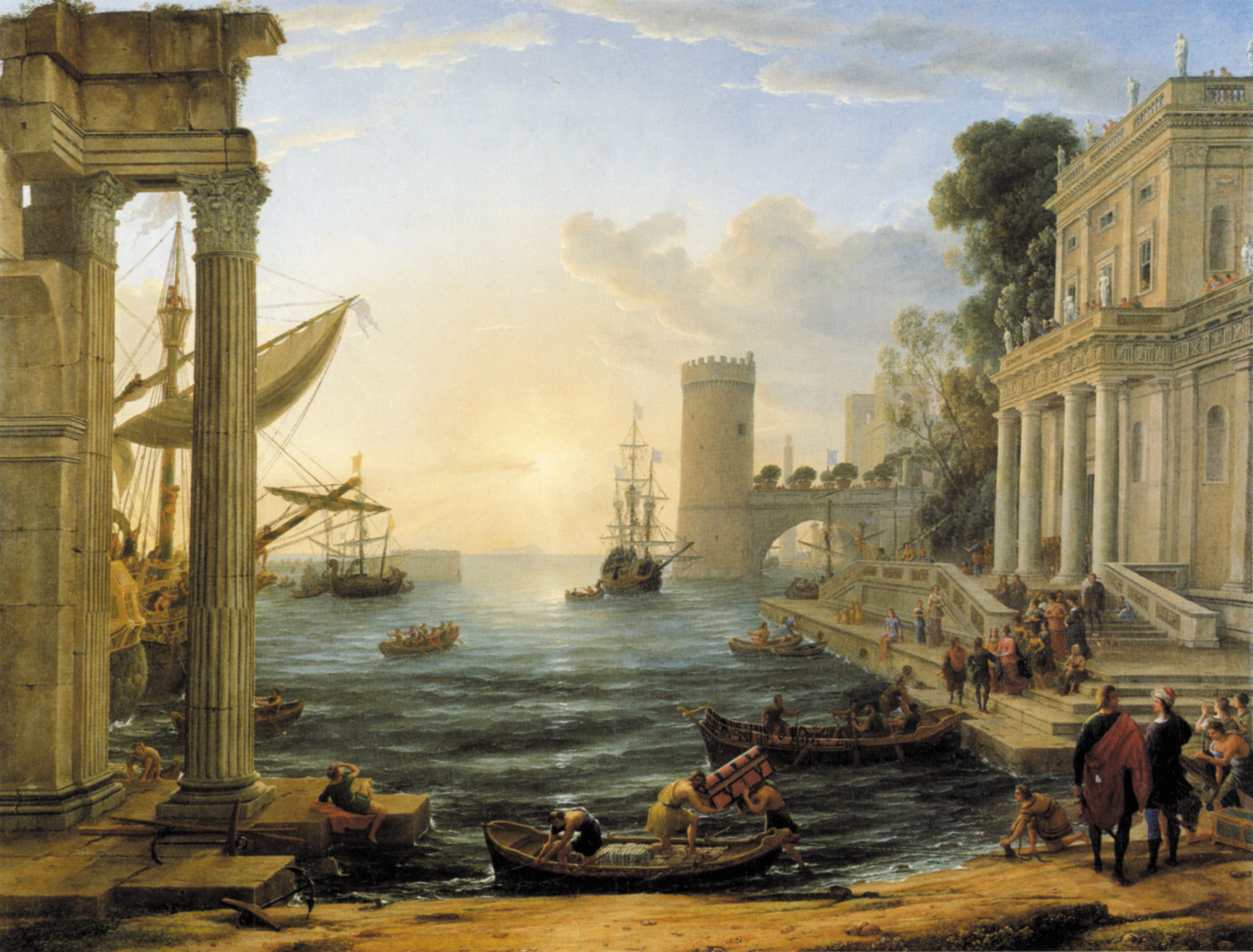
Hafen mit der Einschiffung der Königin von Saba (1648)

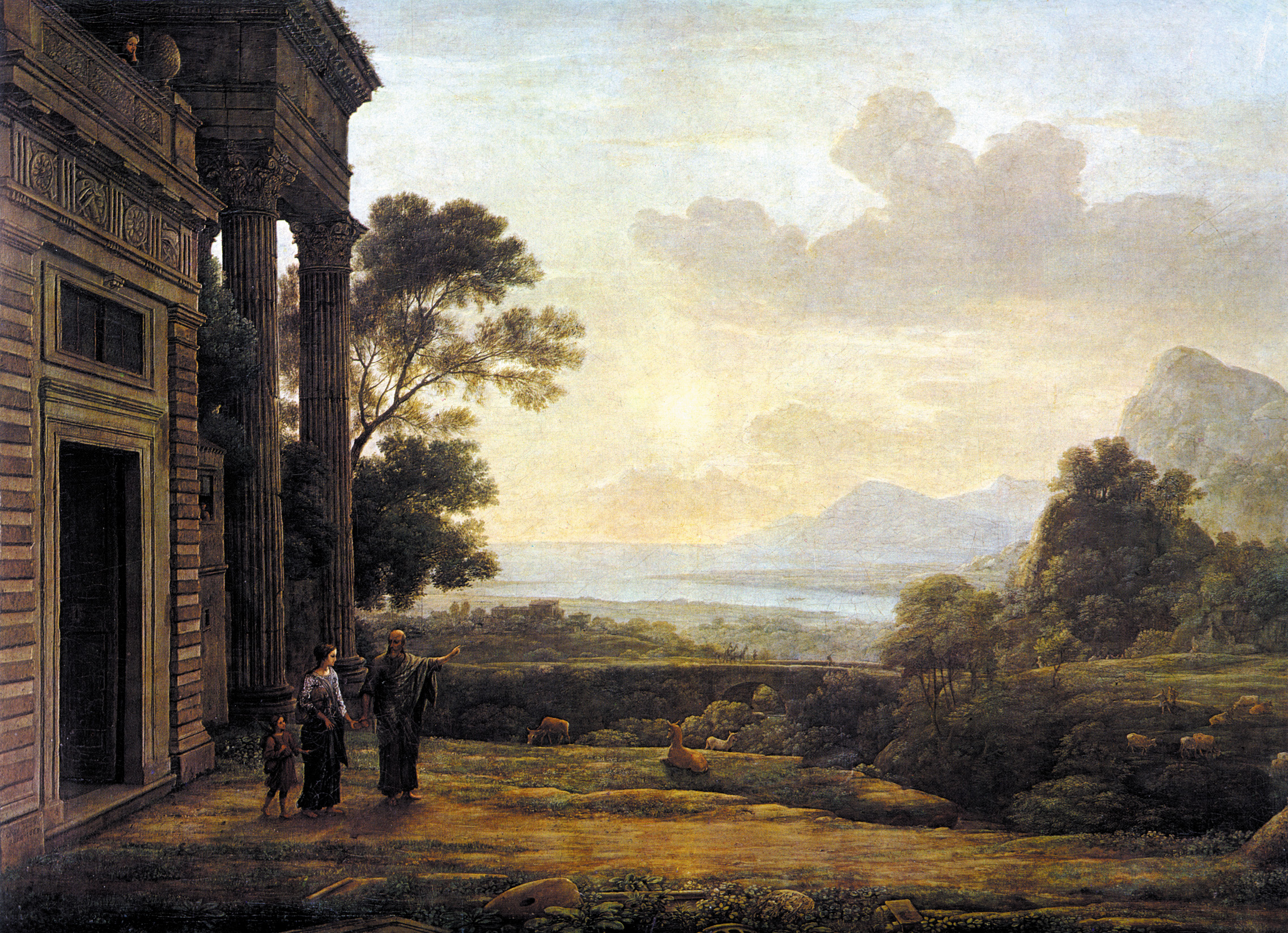
Die Verstoßung der Hagar (1668)

Claude Lorrain, auch bekannt als Claude Gel(l)ée oder Claude Le Lorrain, italienisch Claudio di Lorena, oder, vor allem im älteren Schrifttum, schlicht als Claude (* 1600 in Chamagne, Lothringen; † 23. November 1682 in Rom) war ein französischer Maler des Barock und Kupferstecher, der hauptsächlich in Rom wirkte. Er trug wesentlich zur Herausbildung der Landschaftsmalerei als eigenständiges Genre bei und bildete dabei einen lyrisch-romantischen Stil aus, der in der Kunstgeschichte innerhalb der Idealen Landschaftsmalerei aufgrund seiner heiteren Grundstimmung als „idyllisch-arkadisch“ bezeichnet wird.

## Leben
Über die Kindheit von Lorrain ist wenig bekannt. Er wurde als Claude Gellée in Chamagne, Lothringen, geboren. Der Name Lorrain ist ein Herkunftsname, der vom Wort Lothringer (frz. = Lorraine) abstammt. In jungen Jahren ging er als Waise zu seinem Bruder, einem Kupferstecher, nach Freiburg im Breisgau. Er arbeitete zunächst als Pastetenbäcker und dieser Beruf führte ihn wohl schon früh nach Italien. Mit 13 Jahren lebte er in Rom. Dort begann er eine Lehre bei Agostino Tassi, der illusionistische Deckengemälde entwarf. Es ist möglich, dass Lorrain Tassi bei der Ausgestaltung der Villa Lante des Kardinals Montalto in Bagnaia geholfen hat. Ebenso ungesichert, aber wahrscheinlich, ist sein Aufenthalt in Neapel beim flämischen Landschaftsmaler Gottfried Wals. 1625 kehrte er nur kurz nach Frankreich zurück. Hier arbeitete er als Gehilfe von Claude Deruet an den Fresken der Karmeliterkirche in Nancy mit. Danach ging er wieder nach Rom – diesmal für immer.
Um 1630 malte er dort Fresken im Palazzo Crescenzi, danach malte er nur noch an der Staffelei. Daneben arbeitete er bis auf einen Gehilfen stets allein. Lorrain war ein sehr nachdenklicher Mensch, der ein intuitives Gespür für Themen hatte. Biblische oder mythologische Sujets setzte er in einfühlsame bildliche Szenerien um. In diesen Jahren hatte er sich auch als führender Landschaftsmaler etabliert. Lorrain wohnte zu Füßen des Hügels, auf dem die Kirche Santissima Trinità dei Monti steht. Ab 1635 wird die Dokumentation zu Lorrains Schaffen besser, denn der Künstler selber führte nun Buch über seine Aufträge. Neben einfachen Bürgern zählten auch die herrschenden Päpste sowie deren Familien und Gefolgschaft zu seinen Kunden. Im selben Jahr erhielt er einen Auftrag von Philipp IV. von Spanien. Lorrain steuerte mindestens sieben große Landschaftsbilder zur Ausgestaltung seines Palastes bei. Der religiösen Thematik entsprechend, passte er Charakter und Stimmung der Landschaften einfühlsam an.
Die groß angelegten Gemälde verführten ihn zu einem schwungvollen, kühnen und monumentalen Stil, der im Gegensatz zu den früheren, in nördlicher Tradition eher kleinen, detaillierten Werken steht. Sein Biograph Joachim von Sandrart schilderte, wie sie mit anderen Künstlern durch die nähere Umgebung Roms streiften und Skizzen anfertigten. Oft führten diese Ausflüge tief in die Landschaft an malerische Plätze. Berühmt war zu dieser Zeit der Tempel der Sibylle in Tivoli, der sich in vielen Werken Lorrains wieder findet. Trotz präziser Naturbeobachtung als Grundlage für sein Schaffen floss auch seine Fantasie in die Bilder ein. So idealisierte er die Natur, verzichtete auf alles Weltliche. Dadurch erscheinen seine Landschaftsbilder so ruhig und oft geradezu majestätisch.
Lorrain war zwar nie verheiratet, doch kam 1653 seine Tochter (Agnese) zur Welt. Ab 1660 nahm das Familienleben zu, denn zwei seiner Neffen lebten bei ihm. Mit zunehmendem Alter schuf er weniger Bilder. Dafür waren diese wenigen umso ausgereifter und für einen exklusiven Kundenkreis. Da die Wahl der Sujets oft den Auftraggebern überlassen war, die meist sehr gebildet waren oder gelehrte Ratgeber hatten, sind die Themen, die er verarbeitete, selten bis einmalig in der Kunstgeschichte. So malte er für den Herzog von Paliano, Lorenzo Onofrio Colonna, zehn große Bilder. Lorrains Stil wurde zum Schluss epischer und heroischer. Mit seinem letzten Bild („Ascanius erlegt den Hirsch der Silvia“) kehrte er noch einmal in die Heldenwelt von Vergils Aeneis zurück, das Thema, das ihn in seiner späteren Schaffensperiode sehr beschäftigte. 1682 starb Lorrain und wurde in der Kirche Santissima Trinità dei Monti beigesetzt, zu deren Füßen er Jahrzehnte gelebt hatte.

## Lorrains Einfluss auf das Landschaftserlebnis
Um ein Landschaftserlebnis hervorzurufen, das den Bildern Claude Lorrains entsprach, benutzten Maler und Reisende des 18. Jahrhunderts als Hilfsmittel sogenannte Claude-Gläser. Bei diesen Gläsern handelt es sich um in Form und Tönung präparierte Hohlspiegel. Betrachtet man eine Landschaft in diesen Spiegeln – kehrte man also der Landschaft den Rücken – ergab sich im Hohlspiegel ein Landschaftseindruck, der sich in Proportionen und Farbgebung den gemalten Bildern anglich. Zwei Jahrhunderte später sieht Meyers Konversations-Lexikon allerdings in seinem Stil die „bedenkliche Gefahr der Naturwidrigkeit“.
Der Einfluss Claude Lorrains auf die Landschaftswahrnehmung seiner Zeit ging jedoch noch weiter, seine idealisierten Landschaftsbilder wurden Vorbild für die Landschaftsgestaltung. „Das bei Claude erreichte Gleichgewicht der Teile, die sichtbar gewordene Harmonie zwischen Mensch, Natur und Geschichte, wurde zum Vorbild nicht nur für viele Maler der kommenden Jahrhunderte, sondern auch für manchen Privatmann, sich seine Umgebung nach diesem Muster als Garten zu gestalten.“ Das Charakteristische und Innovative an seinen besten Landschaftsbildern ist die Dominanz des Lichts und, damit verbunden, der helleren, teilweise ins Pastell gehenden Farbtöne, das dafür gewählte Stilmittel häufig das Gegenlicht der (auf- oder untergehenden) Sonne, was zugleich eine gewisse Unschärfe der Gegenstände in der lichtdurchfluteten Sphäre bedingte und 200 Jahre später von dem Engländer William Turner aufgegriffen und zur impressionistischen Vollendung geführt wurde.

## Werke (Auswahl)
Berlin, Gemäldegalerie
Landschaft mit Cephalus und Procris
Budapest, Museum der Bildenden Künste
Villa in der römischen Campagna
Dresden, Gemäldegalerie Alte Meister
Küstenlandschaft mit Acis und Galatea (1657)
Landschaft mit der Flucht nach Ägypten (1647)
Hamburg, Hamburger Kunsthalle
Aeneas und Dido in Karthago (1675/76)
London, Duke of Westminster Collection
Capriccio mit Konstantinsbogen (1651)
London, National Gallery
Landschaft mit Narziss und Echo (1644)
Hafen mit der Einschiffung der Königin von Saba (1648)
Landschaft mit Hochzeit von Isaak und Rebekka (1648)
Landschaft mit Psyche vor dem Palast des Amor (1664)
Mainz, Landesmuseum Mainz
Die Furt (Il guado) (1632/34)
Landschaft mit Titusbogen (1644)
München, Alte Pinakothek
Die Verstoßung der Hagar (1668)
Hagar und Ismael in der Wüste (1668)
Hirtenlandschaft bei untergehender Sonne (1670)
Seehafen bei aufgehender Sonne (1674)
Oxford, Ashmolean Museum
Ascanius erlegt den Hirsch der Silvia (1682)
Neapel, Museo di Capodimonte
Landschaft mit Nymphe Egeria und König Numa (1669)
Paris, Musée National du Louvre
Hafen bei Sonnenuntergang (1639)
Hafen mit der Ankunft der Kleopatra in Tarsus (1642)
Zürich, Kunsthaus
Landschaft mit dem Tanz der Jahreszeiten (1662)
Küstenlandschaft mit Apollo und der Cumäischen Sibylle (1665)
Pastorale mit dem Konstantinsbogen (1648)

## Ausstellungen
- Die verzauberte Landschaft. 3. Februar bis 6. Mai 2012 im Städel Museum Frankfurt am Main[6]
- Das Licht der Campagna: Die Zeichnungen Claude Lorrains aus dem British Museum, London. 13. Oktober 2017 bis 14. Januar 2018 in der Hamburger Kunsthalle